# Edvard Tarletski
Edvard Tarletski   (Minsk, 5 de febrer de 1974) també conegut com a Norma Pospolita i Madame Zhu-Zhu (en belarús, Мадам Жу-Жу), és un artista drag, periodista, activista LGBT i dissenyador ucraïnès i belarús. Edvard Tarletski es va graduar com a fotògraf i periodista a la Universitat Europea d'Humanitats de Minsk el 1996. Des de l'any 2000, és membre de l'Associació Belarussa de Periodistes. Viu a Kíev (Ucraïna).

## Biografia
El 1990 Tarletski va ser una de les dues persones que van fer una vaga de fam per demanar que l'església dels sants Simó i Helena retornés a la comunitat catòlica de Minsk.
Entre 1993 i 1998 va començar a treballar com a periodista de Radio Free Europe/Radio Liberty (RFE/RL) com a editor de programació juvenil a la televisió estatal de Belarús. Al mateix temps, va publicar articles a la revista catòlica belarussa Naixa vera.

Edvard Tarletski va ser la primera persona en el seu país que va decidir declarar públicament la seva homosexualitat el 1998. En el mateix any, va fundar la Lliga Lambda de Belarús, la primera organització LGBT belarussa.
El 19 d'abril de 1999, Tarletski va organitzar la primera acció pública gai a Belarús, quan els activistes van protestar per la negativa de les autoritats a registrar la seva organització. Edvard Tarletski va dir a RFE/RL que les autoritats de Belarús es guien pels "estereotips soviètics" en la seva negativa a reconèixer l'existència d'una "orientació sexual no tradicional". Tarletski també va publicar i editar revistes LGBT entre 1998 i 2005, com Forum Lambda i Taboo.
Entre 1999 i 2002, va ocupar el càrrec de president del comitè organitzador del festival de l'Orgull Gai de Belarús.
 És considerat una la figura nacional més coneguda del moviment LGBT. El 2005, Edvard Tarletski va començar la seva carrera com a artista drag al club Babylon de Minsk.

## Vida a Ucraïna
Perseguit políticament a Belarús, Tarletski es va traslladar a Ucraïna el 2008. Aquest any va interpretar el paper de Diva en el pel·lícula russa Xapito-xou, que va guanyar el premi del Festival de Cinema de Moscou. Després d'aquesta fita, Edvard Tarletski es va centrar en la carrera d'artista drag i més tard, va fundar el concurs ucraïnès Miss Diva el 2013. El febrer de 2014, Edvard Tarletski, com Madame Zhu-Zhu, va participar en l'espectacle televisiu Zvana Vetxeria. El 2015 va participar com a artista drag en el videoclip de la cançó «Surrender», del duet britànic Hurts.